# Młodiatyn
Młodiatyn (ukr. Молодятин; dawniej Mołodiatyn) – wieś na Ukrainie, w obwodzie iwanofrankiwskim, w rejonie kołomyjskim.
W II Rzeczypospolitej wieś w powiecie kołomyjskim województwa stanisławowskiego.
Pod koniec 1938 budowano kaplicę w Mołodiatynie (inicjatorem powstania był nadleśniczy Alfred Wyżykowski).
6 października 1943 nacjonaliści ukraińscy z OUN-UPA zamordowali tutaj trzynastu Polaków.